# ایستگاه یورک دیل
ایستگاه یورک دیل (انگلیسی: Yorkdale station) یک ایستگاه متروی زیرزمینی در خط یک یانگ–یونیورسیتی متروی تورنتو است.